# You're My Best Friend
"You're My Best Friend" je singl britanskog rock sastva Queen. Pjesmu je napisao basist John Deacon, koju je posvetio svojoj ženi Veronici s kojom živi i dan danas u sretnom braku. Singl je izdan 31. listopada 1975. godine. Na "B" strani nalazi se Mayova "39. Pjesma se nalazi na albumu A Night at the Opera iz 1975. godine.
Prilikom snimanja singla Deacon je svirao sintisajzer kao dodatak bas-gitari, što međutim nije bio slučaj prilikom nastupa uživo.
1976. snimljen je glazbeni spot u kojem su članovi sastava okruženi stotinama svijeća. Brian May je kasnije izjavio: "Bilo nam je jako neugodno i vruće tijekom snimanja spota." Deacon je izjavio: "Mercuryju se nije svidio sintisajzer, te sam ja kući vježbao svirati na njemu."
 Mercury je izjavio: "Odbijao sam svirati tu "prokletu stvar" (misleći na sintisajzer). Užasan je i ne volim ga. Zašto svirati na toj stvari kad se na velikom pianu može postići predivan zvuk, no ipak mislim da je John dobio željeni učinak."

## Pojavljivanje pjesme
U novije vrijeme pjesma se pojavljuje:
- u filmu Kennetha Brannagha iz 1992. Peter's Friends.
- u epizodi "Hyde's Father" TV serije Lude 70-te iz 2000.
- u epizodi crtane serije Simpsoni "Moe Baby Blues" iz 2003.
- u filmu Shaun of the Dead iz 2004.
- u igrici za Nintendo GameCube Karaoke Revolution iz 2005.
- u završnoj epizodi serije Will i Grace finale iz svibna 2006.
- u filmu The Break-Up iz 2006.
- u epizodi "Something to Live For" TV-serije Zovem se Earl iz 2006.
- u filmu I Now Pronounce You Chuck and Larry iz 2007.
- u reklami telefonske kompanije "AT&T" iz 2007.
- 2007. otpjevao ju je Candi Milo kao Cheese, zajedno s ostalim likovima crtane serije Foster's Home for Imaginary Friends.
- Brodarsko poduzeće "Carnival Cruise Lines" koristi je u promociji svoje nove kampanje "Let the Fun Begin".
- u najavi filma Pineapple Express iz 2008.

## Vanjske poveznice
- Tekst pjesme You're My Best Friend  Arhivirana inačica izvorne stranice od 12. srpnja 2013. (Wayback Machine)